# Districte de Saint-Jean-de-Maurienne
El Districte de Saint-Jean-de-Maurienne és un dels tres districtes del departament francès de la Savoia, a la regió d'Alvèrnia-Roine-Alps. Compta amb sis cantons (Aiguebelle, Chambre, Lanslebourg-Mont-Cenis, Modane, Saint-Jean-de-Maurienne, Saint-Michel-de-Maurienne) i 62 municipis. El cap cantonal és la prefectura de Saint-Jean-de-Maurienne.